# Imawa no kuni no Alice
Imawa no kuni no Alice (japonsky 今際の国のアリス, Imawa no kuni no Arisu) je japonská napínavá manga, jejímž autorem a ilustrátorem je Haro Aso. Vycházela od listopadu 2010 do března 2015 v časopisu Šónen Sunday Super nakladatelství Šógakukan. Od dubna 2015 do března 2016 byla vydávána v časopisu Šúkan šónen Sunday. Manga byla souhrnně vydána v osmnácti svazcích tankóbon. Na její motivy vznikla a mezi říjnem 2014 a únorem 2015 byla vydána třídílná OVA adaptace. Hraný seriál z produkce Netflixu, jenž režíroval Šinsuke Sató, měl premiéru v prosinci 2020.

## Postavy
- Rjóhei Arisu (japonsky 有栖良平, Arisu Rjóhei)

Dabing: Jošimasa Hosoja
- Juzuha Usagi (japonsky 宇佐木 柚葉, Usagi Juzuha)

Dabing: Minako Kotobuki
- Daikiči Karube (japonsky 苅部大吉, Karibe Daikiči)

Dabing: Tacuhisa Suzuki
- Čóta Segawa (japonsky 勢川張太, Segawa Čóta)

Dabing: Cubasa Jonaga
- Saori Šibukiu (japonsky 紫吹小織, Šibukiu Saori)

Dabing: Mája Sakamoto
- Šuntaró Čišija (japonsky 苣屋 駿太郎, Čišija Šuntaró)
- Hikari Kuina (japonsky 水鶏 光, Kuina Hikari)

## Média

### Mangy
Mangu Imawa no kuni no Alice napsal a nakreslil Haro Aso. Původně vycházela od 25. listopadu do 25. března 2015 v časopisu Šónen Sunday Super nakladatelství Šógakukan. Od 8. dubna 2015 do 2. března 2016 byla vydávána v časopisu Šúkan šónen Sunday. Šógakukan sestavil ze všech kapitol mangy osmnáct knižních svazků, které vydal mezi 18. dubnem 2011 a 18. dubnem 2016.
Dne 9. července 2021 společnost Viz Media oznámila, že plánuje vydávat mangu v angličtině, a to od poloviny roku 2022.

#### Spin-offy
Spin-offová série Daija no King (japonsky だいやのきんぐ, Daija no Kingu) vycházela v Šúkan šónen Sunday mezi 15. říjnem 2014 a 4. únorem 2015.
Další vedlejší sérii, nesoucí název Imawa no miči no Alice (japonsky 今際の路のアリス, Imawa no miči no Arisu), napsal Aso a ilustroval Takajoši Kuroda. Publikovalo ji od 19. srpna 2015 do 19. února 2018 nakladatelství Šógakukan ve svém časopisu Gekkan Sunday Gene-X. Ten sérii vydal i ve formě svazků. První z nich byl vydán 18. ledna 2016 a poslední 19. března 2017.
Od 14. října 2020 do 20. ledna 2021 byla v časopisu Šúkan šónen Sunday vydávána v pořadí třetí spin-offová manga Imawa no kuni no Alice Retry (japonsky 今際の国のアリス RETRY, Imawa no kuni no Arisu Retry). Šógakukan vydal první svazek 11. prosince 2020 a druhý závěrečný svazek 18. února 2021.

#### Seznam svazků
| Č. | Datum vydání      | ISBN              |
| -- | ----------------- | ----------------- |
| 1  | 18. dubna 2011    | 978-4-09-122819-2 |
| 2  | 16. září 2011     | 978-4-09-123269-4 |
| 3  | 18. ledna 2012    | 978-4-09-123444-5 |
| 4  | 18. července 2012 | 978-4-09-123779-8 |
| 5  | 18. října 2012    | 978-4-09-123897-9 |
| 6  | 18. ledna 2013    | 978-4-09-124171-9 |
| 7  | 17. května 2013   | 978-4-09-124304-1 |
| 8  | 16. srpna 2013    | 978-4-09-124363-8 |
| 9  | 18. prosince 2013 | 978-4-09-124514-4 |
| 10 | 18. března 2014   | 978-4-09-124580-9 |
| 11 | 18. června 2014   | 978-4-09-124667-7 |
| 12 | 17. října 2014    | 978-4-09-125308-8 |
| 13 | 18. prosince 2014 | 978-4-09-125416-0 |
| 14 | 18. února 2015    | 978-4-09-125560-0 |
| 15 | 18. května 2015   | 978-4-09-125837-3 |
| 16 | 18. září 2015     | 978-4-09-126206-6 |
| 17 | 18. ledna 2016    | 978-4-09-126698-9 |
| 18 | 18. dubna 2016    | 978-4-09-127097-9 |

| Č. | Datum vydání       | ISBN              |
| -- | ------------------ | ----------------- |
| 1  | 18. ledna 2016     | 978-4-09-157431-2 |
| 2  | 18. dubna 2016     | 978-4-09-157444-2 |
| 3  | 19. srpna 2016     | 978-4-09-157457-2 |
| 4  | 19. ledna 2017     | 978-4-09-157471-8 |
| 5  | 19. června 2017    | 978-4-09-157488-6 |
| 6  | 17. listopadu 2017 | 978-4-09-157505-0 |
| 7  | 19. ledna 2018     | 978-4-09-157510-4 |
| 8  | 19. března 2018    | 978-4-09-157516-6 |

| Č. | Datum vydání      | ISBN              |
| -- | ----------------- | ----------------- |
| 1  | 11. prosince 2020 | 978-4-09-850365-0 |
| 2  | 18. února 2021    | 978-4-09-850388-9 |

### Original video animation
Animační studia Silver Link a Connect se postarala o produkci třídílné OVA série. Všechny díly režíroval Hideki Tačibana. Epizody byly vydány společně s limitovanými edicemi svazků mangy; první 17. října 2014 s dvanáctým svazkem, druhá 18. prosince 2014 s třináctým svazkem  a třetí 16. února 2015 se čtrnáctým svazkem. Společnost Sentai Filmworks získala celosvětová distribuční práva k sérii.

### Hraný seriál
Na režisérské křeslo hraného seriálu z tvorby streamovací služby Netflix usedl Šinsuke Sató. Na scénáři pracoval Sató společně s Jošikim Watabem a Jasukou Kuramicu. V hlavní rolích se objevili Kento Jamazaki jako Rjóhei Arisu a Tao Cučija jako Juzuha Usagi. První řada seriálu, čítající 8 dílů, byla celosvětově zveřejněna 10. prosince 2020. Dne 24. prosince 2020 byla Netflixem objednána druhá řada.

## Přijetí
K březnu 2016 bylo prodáno 1,3 milionu výtisků mangy. Jedenáctý svazek mangy se umístil v týdenním žebříčku společnosti Oricon na 48. místě. Ke dni 22. června 2014 bylo prodáno 21 496 výtisků.